# Jemtland, Maine
Jemtland är en plats i Aroostook County i delstaten Maine i USA. Orten har namngivits efter Jämtland, eftersom flera av nybyggarna kom därifrån.

### Fotnoter
1. ↑  Vilhelm Berger (26 februari 1915). ”Amerikanska ortnamn af svenskt ursprung”. Loffe. http://www.loffe.net/emigration-mainmenu-59/3779-amerikanska-ortnamn-af-svenskt-ursprung. Läst 22 mars 2015.